# Royal Romance
Royal Romance est un roman de François Weyergans publié le 22 mars 2012 aux éditions Julliard.

## Genèse du roman
Ce roman est le premier de son auteur après Trois jours chez ma mère, prix Goncourt 2005,. Son titre, qui devait initialement être Mémoire pleine, fait référence au nom d'un cocktail homonyme.

## Éditions
- Royal Romance, éditions Julliard, 2012  (ISBN 978-2260013884).
- Royal Romance, Le Livre de poche, 2013  (ISBN 978-2253175537).